# Pornorama
Pornorama var en biograf i stadsdelen Inom Vallgraven i Göteborg. Biografen, som visade pornografisk film, låg i hörnet av Södra Larmgatan och Magasinsgatan (idag lekplats för Gustaviskolan, tidigare Göteborgs handelsinstitut) i Kvarteret 31 Spruthuset. Verksamheten startade 1974 och upphörde i januari 1979. Antalet platser var cirka 50.
Byggnaden uppfördes 1916 och innehöll bland annat garage. Den brann så småningom ned och röjdes undan 1981.

### Webbkällor
- Bjelkendal, Göran (2012). ”Pornorama”. Göteborgs biografer : 100 år på bio. https://kinnegbg.wordpress.com/2012/12/26/pornorama/. Läst 2 maj 2022.